# Mecyclothorax subunctus
Mecyclothorax subunctus är en skalbaggsart som först beskrevs av Perkins 1917.  Mecyclothorax subunctus ingår i släktet Mecyclothorax och familjen jordlöpare. Inga underarter finns listade i Catalogue of Life.